# Focus Features
Focus Features LLC је америчка продуцентска кућа и филмски дистрибутер чији је власник Universal Pictures, односно NBCUniversal. Основано је 2002. године, а дистрибуира углавном независне филмове.
У новембру 2018. The Hollywood Reporter је прогласио Focus Features за филмског дистрибутера године. Најуспешнији филм овог студија до данас је Даунтонска опатија, који је зарадио преко 194 милиона долара широм света.